# جون ألان لي
جون ألان لي (بالإنجليزية: John Alan Lee)‏ هو عالم اجتماع كندي، ولد في 24 أغسطس 1933 في نورث غلينغاراي في كندا، وتوفي في 5 ديسمبر 2013 في تورونتو في كندا.